# 莎士比亞十四行詩
《莎士比亞十四行詩集》是威廉·莎士比亞於1609年發表的十四行诗（sonnet）體裁詩集，總共收錄了154首诗，大致认为作于1592年至1598年，1609年于伦敦首次出版，在莎士比亚的全部作品中占有非常重要的地位。
诗集分为两部分，第一部分为前126首，献给一位年轻的贵族（Fair Lord），诗歌热情地歌颂了这位朋友的美貌以及他们的友情；第二部分为第127首至最后，献给一位“黑女士”（Dark Lady），主要描写爱情。

## 起源
十四行诗是源于意大利民间的一种抒情短诗，文艺复兴初期时盛行于整个欧洲，其结构十分严谨，分为上下两部分，上段为八行，下段为六行，每行十个音节，韵脚排列：abba,abba,cdecde（或cdccdc）。莎士比亚的十四行诗的结构却更严谨，他将十四个诗行分为两部分，第一部分为三个四行，第二部分为两行，每行十个音节，韵脚为：abab,cdcd,efef,gg。这样的格式后来被称为“莎士比亚式”或“伊丽莎白式”。对诗人而言，诗的结构越严谨就越难抒情，而莎士比亚的十四行诗却毫不拘谨，自由奔放，正如他的剧作天马行空，其诗歌的语言也富于想象，感情充沛。

## 外部連結
- 莎士比亚十四行诗154首全集（中英文、翻译注释）